# Smrčina (Moravskoslezské Beskydy)
Smrčina är ett berg i Tjeckien.   Det ligger i regionen Mähren-Schlesien, i den östra delen av landet, 300 km öster om huvudstaden Prag. Toppen på Smrčina är 1 021 meter över havet.
Terrängen runt Smrčina är huvudsakligen kuperad.Runt Smrčina är det ganska glesbefolkat, med 40 invånare per kvadratkilometer. Närmaste större samhälle är Třinec, 10,9 km norr om Smrčina. I omgivningarna runt Smrčina växer i huvudsak blandskog.